# Печул, Филипп Иванович
Филипп Иванович Печул (1913—1941) — советский оператор документального кино. Лауреат Сталинской премии второй степени (1941).

## Биография
Ф. И. Печул родился 1 [14] ноября 1913 года в селе Ташлык. Вместе с Е. Ю. Учителем по комсомольской путёвке он был направлен в 1930 году в школу ФЗУ в Ленинград. В 1936 году окончил ЛИКИ. Работал на Ленинградской студии кинохроники. Снимал фронтовые события советско-финляндской войны 1939—1940 годов и Великой Отечественной войны. В ноябре 1941 года погиб в бою на Карельском перешейке.

## Творчество
Материалы, отснятые Ф. Печулом о первых боях Великой Отечественной войны, вошли в кинолетопись войны, в том числе в фильмы:
- «Ленинград в борьбе» (смонтирован в 1942 году);
- «Блокада» (Россия, 2005)[1].

## Память
- В 1981 году на киностудии «Молдова-филм» режиссёром Виталием Деминым был снят фильм «Яркая короткая жизнь» — о Филиппе Печуле и его соратниках — Ефиме Учителе, Владимире Ешурине и других.
- На доме, где родился Филипп Печул, Союзом кинематографистов Молдавии установлена мраморная мемориальная доска.

## Награды и премии
- Сталинская премия второй степени (1941) — за фронтовые съёмки, вошедшие в фильм «Линия Маннергейма» (1940)
- орден Красного Знамени (1940)